# 元気なブロークン・ハート
「元気なブロークン・ハート」（げんきなブロークンハート）は、1986年4月9日にリリースされたC-C-Bの7枚目のシングル。
同年5月10日発売の12インチ・シングルについては元気なブロークン・ハート 〜 Broken-Mixを参照。

## 解説
ボーカルは主に渡辺英樹と笠浩二、Bメロの一部を関口誠人が担当。
第15回東京音楽祭（15th Tokyo Music Festival）にノミネート。1986年3月30日に行われた世界大会にエントリー、銀賞を獲得。

## 変化と休養
本作から、それまでのカラフルなヘアカラーを止め自然な髪色（黒髪）に戻した。前年末に出演した第36回NHK紅白歌合戦出場後、年明けから本作のプロモーションが開始されるまで、事務所はゆとりあるスケジュール調整を行った。前年に『Romanticが止まらない』でブレイク以来、多忙を極めタイトなスケジュールが続き満足に休みが得られなかったこともあり、メンバー各々のストレスを軽減する目的と感受性を育む充電期間と主旨を発表（この期間は、旅行に出かける者、楽曲制作する者、単独仕事をする者など個人のペースで過ごした）。テレビ出演や雑誌掲載などの露出は殆どなかった。およそ3ヶ月後バンドとして活動を再開。前述、東京音楽祭テレビ出演時に映った姿にファンは驚く。それまでのカラフルでポップなイメージから一転、派手なカラーに染められていた髪がナチュラルな黒髪に変わった。発表された本作のジャケット写真は黒髪のメンバーのバストショットが並ぶシンプルなもの。久々出演の音楽番組などで司会者から必ずといって良いほど休養期間と髪色の件を話題にされた。

## 収録曲
| 全作詞: 松本隆、全作曲: 筒美京平、全編曲: 大谷和夫, C-C-B。 |                              |        |            |      |
| #                                                           | タイトル                     | 作詞   | 作曲・編曲 | 時間 |
| 1.                                                          | 「元気なブロークン・ハート」 | 松本隆 | 筒美京平   | 3:10 |
| 2.                                                          | 「スワンの城」               | 松本隆 | 筒美京平   | 3:34 |